# Герб Сокологірська
Герб Сокологірська — герб міста Сокологірськ Луганської області.
Затверджений 14 вересня 1999 р. рішенням сесії міської ради.

## Опис
На щиті, скошеному зліва лазуровим і золотим, червоний перев'яз зліва, обтяжений п'ятьма золотими гранчастими чотирипроменевими зірками. На першій частині половина золотого зубчастого колеса, завершена трьома трубами і обтяжена лазуровою блискавкою. На другій частині два чорних терикони, правий попереду і вище, поверх усього чорний відбійний молоток у перев'яз зліва.